# Tachybaptus novaehollandiae
Tachybaptus novaehollandiae là một loài thủy cầm phổ biến ở các hồ nước ngọt và sông ở Đại Úc, New Zealand và các đảo Thái Bình Dương gần đó. Nó có chiều dài 25–27 cm, là một trong các loài nhỏ nhất của họ.
Nó là loài chim bơi lặn giỏi và thường lặn ngay tức thì khi có cảnh báo.

## Hình ảnh

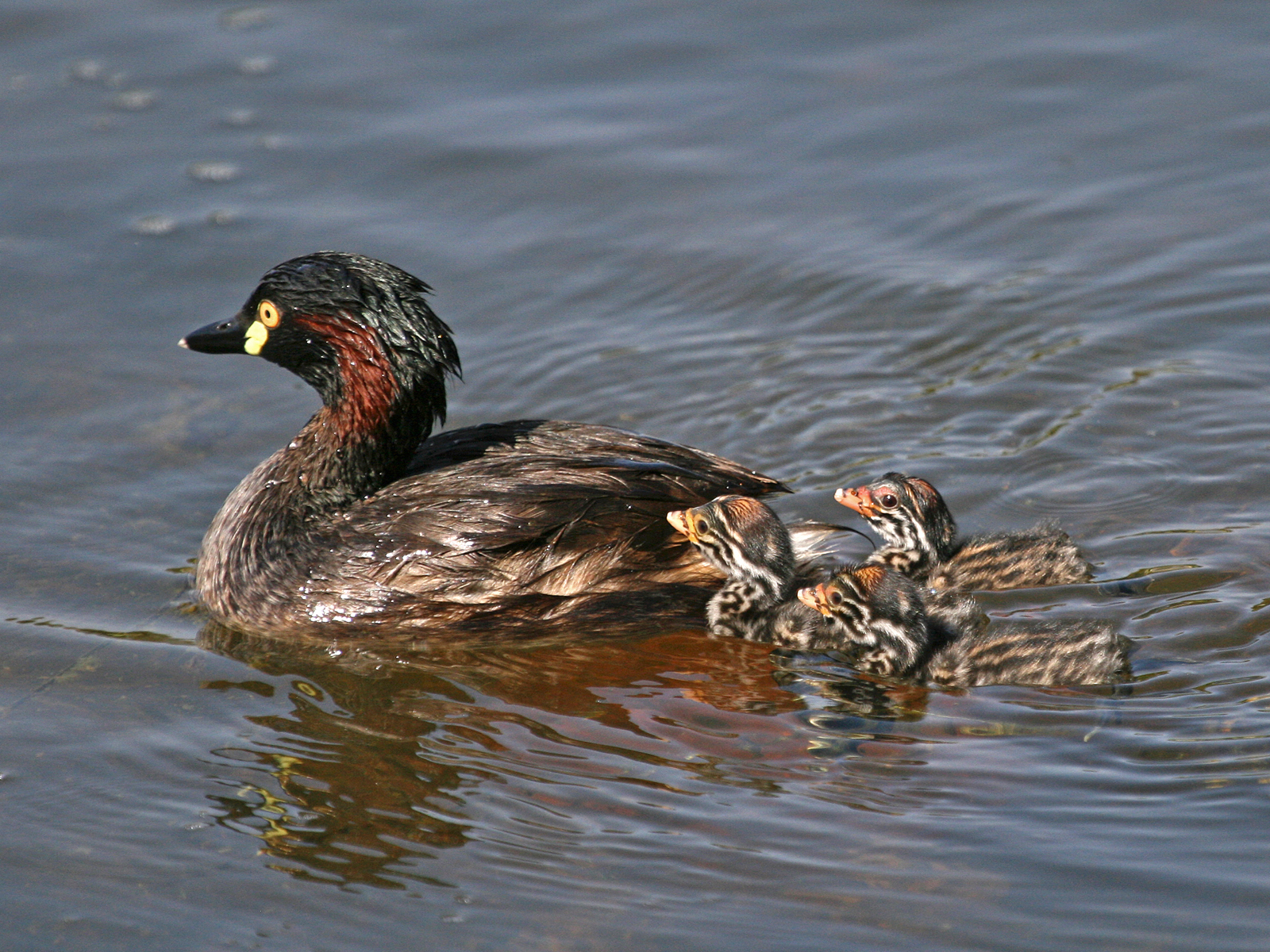
Con trưởng thành sinh sản với con non
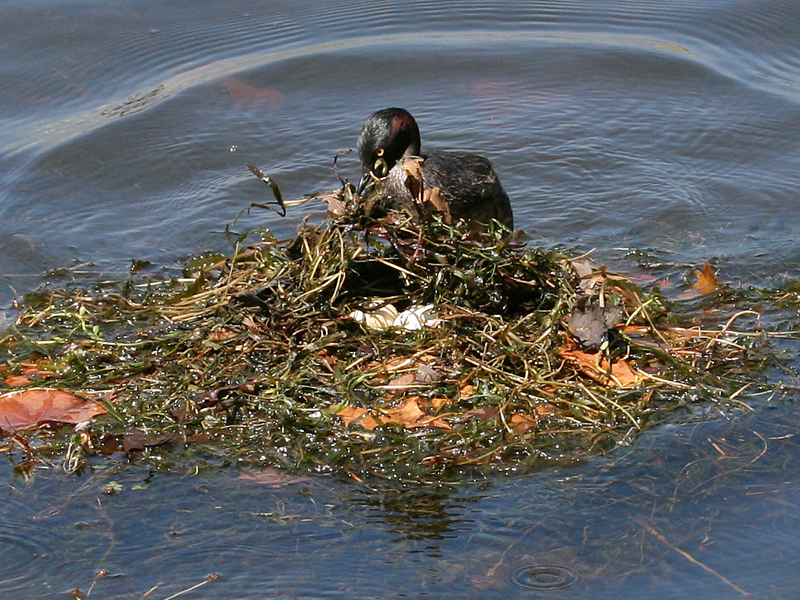
Chim mẹ ấp trứng
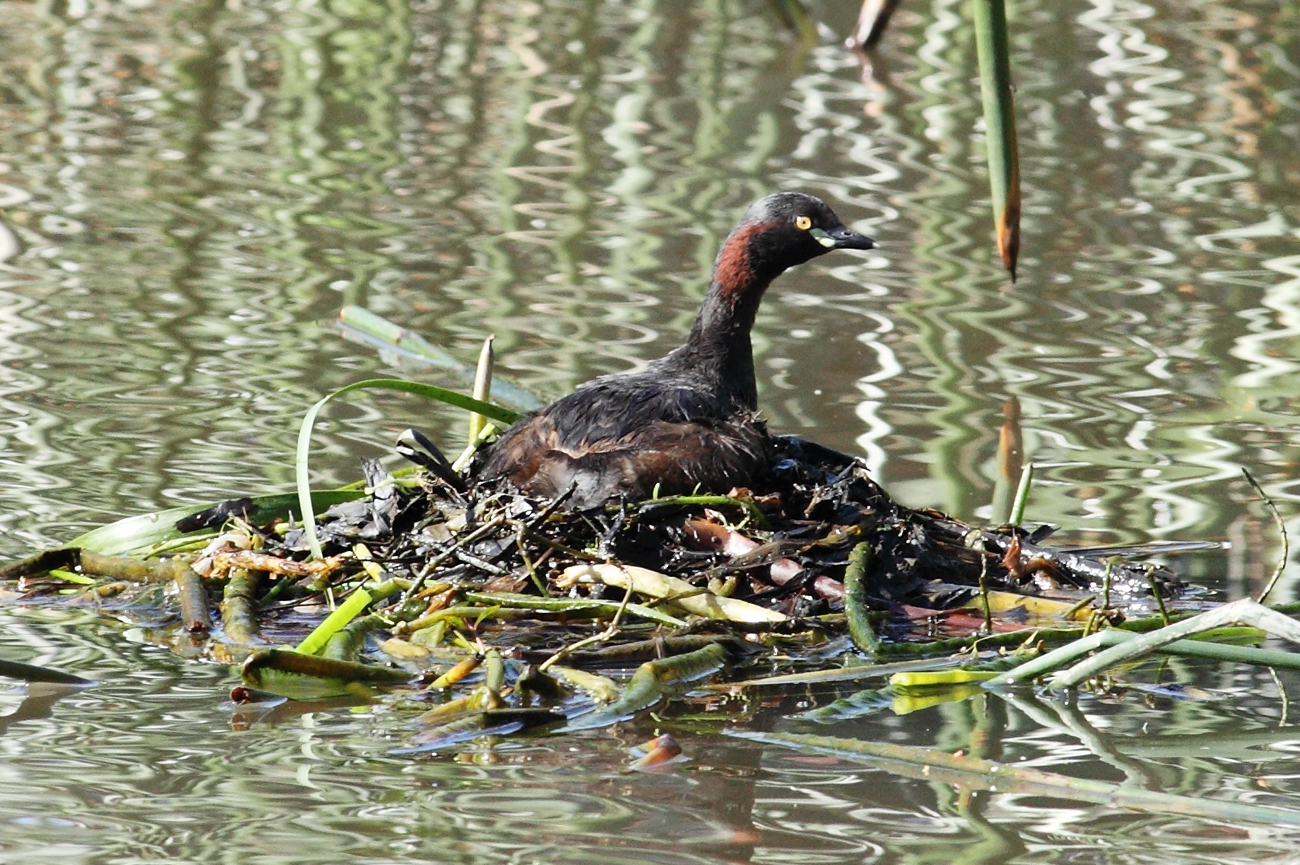
Ấp trứng ở tổ nổi
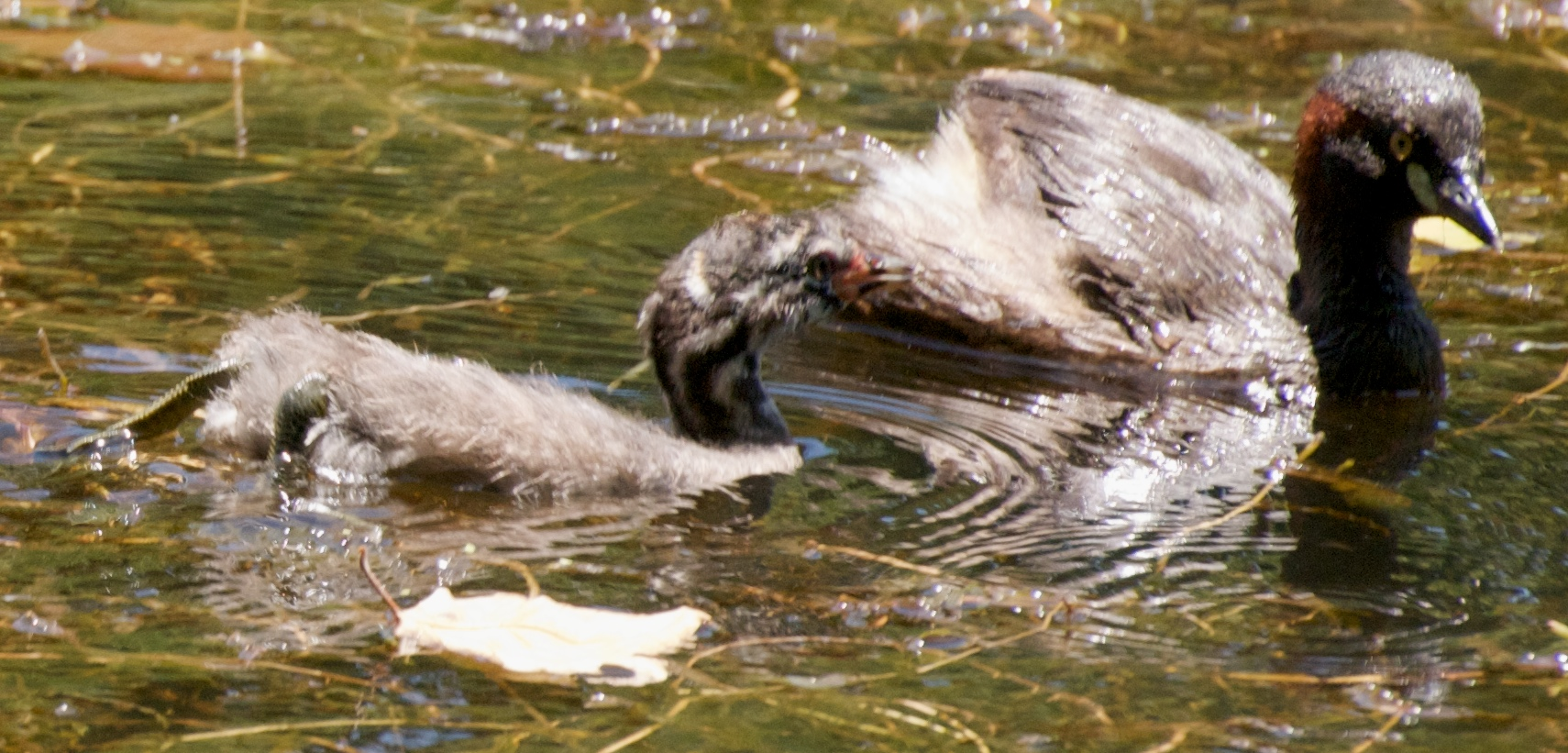
Chim lớn và chim chưa trưởng thành